# Luis Tur y Palau
Luis Tur y Palau —en fuentes en catalán aparece como Lluís Tur Palau— (Ibiza, 19 de octubre de 1861-Madrid, 1944) fue un militar y político español.

## Biografía
Perteneciente a una familia de la nobleza de Ibiza, hermano del político conservador Pedro Tur y Palau,(diputado, abogado y Guardia Marina) , y del General Juan Tur y Palau.
Fue teniente coronel de artillería, condecorado en la guerra de Marruecos. Desempeñó el cargo de gobernador civil de las provincias de  Badajoz (1920), Sevilla (1920-1921) y Pontevedra (1917). También fue elegido diputado por Ibiza por el Partido Conservador en las elecciones generales de 1907, 1914 y 1920. Más tarde fue nombrado secretario de la Real Sociedad Geográfica Española. Declarado hijo ilustre de la ciudad por el ayuntamiento de Ibiza, su retrato cuelga en la sala de los hijos ilustres del Ayuntamiento, antiguo convento de los dominicos. Igualmente durante muchos años la Plaza de Vila llevó su nombre. Actualmente la calle principal del puerto esta dedicada a este ilustre prócer ibicenco.